# Luise Schneider
Luise Schneider (* 20. August 1894 in Berlin; † 30. Oktober 1964 in München) war eine deutsche Verlegerin von Kinder- und Jugendbüchern.

## Leben
Luise Meier absolvierte eine kaufmännische Lehre und war einige Jahre als Sekretärin im Unternehmen von Oscar Tietz angestellt.
1924 heiratete sie den Verleger Franz Schneider, der 1913 in Berlin den Franz Schneider Verlag gegründet hatte. Im folgenden Jahr kam der gemeinsame Sohn Franz-Joachim Schneider zur Welt. Der Franz Schneider Verlag hatte sich in dieser Zeit bereits auf Kinder- und Jugendbücher spezialisiert, zu den bekannten Autoren zählten Sophie Reinheimer, Margarete Haller und Peter Mattheus. In der Zeit des Nationalsozialismus wurden neben vielen unpolitischen Büchern auch zahlreiche dem Zeitgeist angepasste Buchtitel angeboten, später offene Kriegspropaganda betrieben. Der Großteil der Produktions- und Lagerstätten war nach dem Zweiten Weltkrieg zerstört. Franz Schneider starb 1946.
Direkt nach dem Krieg wich Luise Schneider von der sowjetischen Besatzungszone nach Bayern aus. Mit einer britischen Lizenz begann sie nach der Währungsreform 1948 sofort mit Wiederaufbau und Buchproduktion. Sie setzte den Fokus nun ausschließlich auf Kinder- und Jugendbücher. 1953 wurde in München-Schwabing der neue Unternehmenssitz eingeweiht. Unter ihr und später unter ihrem Sohn erreichte der Franz Schneider Verlag seinen Bekanntheitsgrad und Jahresauflagen von Millionen Büchern. Zu den Autoren des Verlags gehörten neben Haller und Mattheus auch Fritz-Otto Busch, Marie Louise Fischer, Oliver Hassencamp, Erich Kloss, Annik Saxegaard (als Berte Bratt) und Rolf Ulrici. 1963 wurde der Vertrag mit Enid Blyton abgeschlossen, deren Jugendkrimis von nun an bei Schneider publiziert wurden.
Nach Schneiders Tod 1964 übernahm ihr Sohn Franz-Joachim das Geschäft als Alleininhaber, nachdem er bereits in den Jahren zuvor immer stärker beteiligt gewesen war.

## Ehrungen
- Bayerischer Verdienstorden